# Márta Gaál Baróti
Márta Gaál-Baróti (geboren 1944 in Szeged, Ungarn) ist eine ungarische Literaturwissenschaftlerin für deutsche und österreichische Literaturgeschichte des 19. und 20. Jahrhunderts.

## Leben
Gaál-Baróti hat Germanistik und Slawistik studiert. Als Professorin für ungarische Literatur und Dozentin für deutsche und österreichische Literaturgeschichte des 19. Jahrhunderts hat sie an der Universität Szeged am Institut für Germanistik, Lehrstuhl für österreichische Literatur und Kultur gelehrt und geforscht. 2009 wurde sie emeritiert. Den Doktorgrad erlangte sie an der Universität Szeged 1975 mit dem Thema E. T. A. Hoffmann emberábrázolása. Ihre Dissertation, die sie 1986 verfasste, trägt den Titel A német romantikus irónia és Alekszandr Blok tarnszcendentális iróniája (Die deutsche romantische Ironie und die transzendentale Ironie von A. Blok). 1996 erhielt Gaál-Baróti ein Stipendium von CEEPUS Bratislava im Rahmen des MOE-Programms. Im Jahr 2004 verweilte sie zu einem Forschungsaufenthalt im Zusammenhang mit einem Stipendium der Österreichischen Gesellschaft für Literatur in Wien. Gaál-Baróti war Mitglied des Institutrats. Von 1999 bis 2004 hatte sie die Leitung des Lehrstuhls für Österreichische Literatur und Kultur inne.

## Forschung und Forschungsschwerpunkte
Gaál-Baróti forschte zu Themen wie Text und Bild in Multi-Media, Intertextualität, Romantik, Expressionismus, Neue Sachlichkeit und Vergleichende Literaturforschung (Komparatistik).
Besonderes Augenmerk richtete sie auf die Theorie der Romantik, Literatur als Kommunikationsproblem in der Frühromantik sowie intermediale Untersuchungen von Bild und Text im Vergleich von russischen zu deutschen Autorinnen und Autoren. Ab dem Jahr 2006  forschte Gaál-Baróti im Rahmen eines Forschungsprojekts zu dem Thema: Regionalität, Kulturtechniken, Wissenschaftsbilder in der Kultur der Jahrhundertwende und der Zwischenkriegszeit. Im Februar 2006 erhielt sie die Silbermedaille der SZAB (Szegeder Kommission der Ungarischen Akademie der Wissenschaften).
Zu diesen Themen hat sie Monografien und zahlreiche Fachbeiträge in verschiedenen Sprachen verfasst. Auch als Herausgeberin und Übersetzerin ist Gaál-Baróti in Erscheinung getreten.

## Fachgesellschaften
Gaál-Baróti stand/steht in Verbindung mit der Gesellschaft für Moderne Philologie, der Ungarischen Goethe-Gesellschaft und der Gesellschaft ungarischer Germanisten. Sie ist im Vorstand der Erika-Mitterer-Gesellschaft.

## Schriften (Auswahl)

### Monografien
- Romantikus irónia — transzcendentális irónia: A német romantika és A. Blok. Tankönyvkiadó, Budapest 1992 (Zugleich CSc-Dissertation, Szeged 1986).
- Bevezetés az orosz irodalmi szövegelemzésbe. (Einführung in die Textanalyse russischer lit. Texte.) Társszerzővel. Szeged: Juhász Gy. Tanárképző Főiskola, 1987[1]

### Übersetzung
- Erika Mitterer: Egy élet nem elegendő? Verlag Gondolat, Budapest, ISBN 978-963-9610-76-7.

### Herausgeberschaft
- Millionen Welten: Festschrift für Á. Bernáth zum 60. Geburtstag. Osiris, Budapest 2001, ISBN 978-963-389-050-9.
- mit Attila Kiss und Endre Szőnyi: The Iconography of the Fantastic: Eastern & Western Traditions of European Iconography 2. Papers in English & American Studies X.; Studia Poetica 11. JATEPress, Szeged 2002, ISBN 978-963-482-496-1.
- mit Piroska Sebe Madácsy: Neue Tendenzen in der Komparatistik. Juhász Gyula Tanárképző Főiskola, Szeged/Amiens 1991.
- Acta Germanica Szeged

### Fachbeiträge
- Der "poetische Staat" von Novalis. In: Bernáth Árpád: Vom Zweck des Systems. Beiträge zur Geschichte literarischer Utopien. Verlag Franke, Tübingen 2006, ISBN 3-7720-8120-7.
- Die kathartische Wirkung der Ungarischen Revolution in der "Tauschzentrale" von Erika Mitterer in Dichtung im Schatten der großen Krisen, Praesens Verlag, Wien 2006, herausgegeben von Martin G. Petrowsky. ISBN 978-3-7069-0352-3.
- Die romantische und die Heinesche Ironie in Heine (1797–1856); Debrecen: Kossuth Egyetemi Kiadó, 2002. Serie Német filológiai tanulmányok 26. Herausgegeben von Endre Kiss.
- Die Schuldfrage in Hebbels "Judith". In: Ida Koller-Andorf, Ida: Hebbel "volksnah" – "Jeder Satz ein Menschengesicht". Schriftenreihe: Hebbel – Mensch und Dichter im Werk 11. Lehner, Wien 2012, ISBN 978-3-901749-92-6.
- Die Neue Mythologie als Ergründung des unendlichen Gedichts der Frühromantik in BBH (Berliner Beiträge zur Hungarologie - Schriftenreihe des Fachgebietes Ungarische Literatur und Kultur der Humboldt-Universität zu Berlin. ) Band 14 (2004).[6]
- Die romantische Ironie in E.T.A. Hoffmanns Kunstmärchen. In: Acta Universitatis Szegediensis de Attila József Nominatae: Acta Germanistica 1987, S. 74–91.